# Piggies
Piggies (englisch für „Schweinchen“) ist ein Lied der  britischen Band The Beatles aus dem Jahr 1968. Es erschien auf dem Doppelalbum The Beatles. Komponiert und gesungen wurde es vom Lead-Gitarristen der Band, George Harrison.

## Hintergrund
George Harrison hatte Piggies bereits 1966 geschrieben, etwa zur gleichen Zeit, in der er das thematisch ähnlich angesiedelte Lied Taxman schrieb. Inhaltlich behandelt Piggies Geldgier und Klassenunterschiede, die Schweine sind eine Anspielung auf die Fabel Farm der Tiere von George Orwell. Den Text hatte Harrison zum Großteil selbst verfasst; John Lennon und Harrisons Mutter Louise Harrison steuerten je eine Textzeile bei. Eine Strophe, die Harrison geschrieben hatte, ist in der Beatles-Fassung des Liedes nicht enthalten. Harrison sang diese Strophe Ende 1991 auf seiner letzten Tournee in Japan. In dieser Fassung erschien Piggies auf dem Livealbum Live in Japan.
Piggies ist eines der Lieder, die von dem US-amerikanischen Kriminellen Charles Manson als Rechtfertigung für eine Reihe von Morden angeführt wurden. Er hatte das Lied als Aufforderung zum Mord am weißen Establishment missverstanden. Beim Mord an u. a. Sharon Tate, Leno und Rosemary LaBianca sowie Gary Hinman im Jahr 1969 wurden die Worte „Pig“, „political piggy“ oder „death to pigs“ – geschrieben mit dem Blut der Opfer – am Tatort hinterlassen. In den Körper des Opfers Rosemary LaBianca wurden in Anlehnung an die Zeile „Clutching forks and knives to eat their bacon“ Messer und Gabeln gesteckt.
Piggies gehört zu den Esher-Demos, die Ende Mai 1968 im Haus von George Harrison aufgenommen wurden.

## Aufnahme
Die Aufnahmen für Piggies begannen am 19. September 1968 in den Londoner Abbey Road Studios. Produzenten waren George Martin und Chris Thomas, denen Ken Scott assistierte. Während die Band im Studio 2 arbeitete, entdeckte der Produzent Chris Thomas im benachbarten Studio Eins ein Cembalo, das dort für eine klassische Aufnahme abgestellt war. Thomas schlug vor, das Instrument ins Studio Zwei zu schieben, um es auf Piggies einzusetzen. Da das Cembalo jedoch für eine andere Aufnahme gebucht war, wurde es stattdessen im Studio Eins aufgenommen. Letztlich spielte Chris Thomas das Cembalo auf der Aufnahme selbst.
Die Band nahm insgesamt elf Takes in folgender Besetzung auf:
- George Harrison: akustische Gitarre
- Paul McCartney: Bass
- Ringo Starr: Tamburin
- Chris Thomas: Cembalo

John Lennon war während der Session zwar anwesend, nahm aber nicht teil.
Am folgenden Tag nahm George Harrison allein den Gesang auf, der an einigen Stellen gedoppelt wurde. In der letzten Strophe sangen zusätzlich Paul McCartney und John Lennon mit. Gleichzeitig stellte John Lennon ein Tonband mit Grunzgeräuschen von Schweinen zusammen, die später unter das Lied gemischt wurden. Als Klangquelle diente eine alte Schellackplatte mit Tiergeräuschen aus dem Archiv der EMI.
Am 10. Oktober 1968 wurde der Aufnahme ein achtköpfiges Streichorchester (vier Geigen, zwei Bratschen, zwei Celli) hinzugefügt, das ein Arrangement von George Martin einspielte. Am nächsten Tag wurde Piggies in Mono und in Stereo abgemischt, wobei sich jeweils die Einspielungen des Schweinegrunzens deutlich unterschied.

## Veröffentlichungen
- Piggies erschien am 22. November 1968 auf dem Doppelalbum The Beatles, in den USA erschien das Album drei Tage später, am 25. November. Es wurde zwischen die Lieder Blackbird und Rocky Raccoon platziert, die ebenfalls Tiernamen im Titel führen. Als Single wurde Piggies nicht ausgekoppelt.
- Die frühe Esher-Demoversion des Liedes mit leicht variiertem Text erschien im Oktober 1996 im Rahmen der Anthology-Reihe auf dem Album Anthology 3.
- Am 9. November 2018 erschien die 50-jährige Jubiläumsausgabe des neu abgemischten Albums The Beatles (Super Deluxe Box), auf dieser befindet sich eine bisher unveröffentlichte Version (Take 12 – Instrumental backing track) von Piggies sowie das Esher-Demo in einer neuen Abmischung von Giles Martin und Sam Okell.